# Hemionitis arifolia
Hemionitis arifolia là một loài thực vật có mạch trong họ Adiantaceae. Loài này được (Burm. f.) T. Moore miêu tả khoa học đầu tiên năm 1859.